# カミーユ・ドゥラマーレ
カミーユ・ドゥラマーレ（Camille Delamarre）は、フランスの映画監督、編集技師。

## 経歴
リュック・ベッソン製作の『トランスポーター3 アンリミテッド』『コロンビアーナ』『96時間/リベンジ』といった作品で編集を手がけたのち、2014年、ポール・ウォーカーを主演に迎えた『フルスロットル』で長編映画監督デビュー。

## フィルモグラフィー
- トランスポーター3 アンリミテッド（2008年） - 編集
- バレッツ（2010年） - 編集
- コロンビアーナ（2011年） - 編集
- ロックアウト（2012年） - 編集
- 96時間/リベンジ（2012年） - 編集
- フルスロットル（2014年） - 監督
- トランスポーター イグニション（2015年） - 監督
- イントゥ・ザ・ナイト (2021年) - 監督　（テレビドラマ）